# HistoriKa25
HistoriKa25 ist eine Zusammenstellung aus historischen Kartenwerken, die vom Landesvermessungsamt Nordrhein-Westfalen (jetzt Bezirksregierung Köln) in einer Serie von 270 CDs herausgegeben wurde. Die Serie wurde von Innenminister Ingo Wolf am 1. August 2006 unter Bezugnahme auf den 60. Jahrestag der Gründung des Bundeslandes vorgestellt. Anfang 2008 lagen sämtliche Ausgaben vor.
Das Kartenmaterial richtet sich nach dem Blattschnitt der topografischen Karten im Maßstab 1: 25.000 und deckt jeweils ein Gebiet von etwa 130 km² ab. Es handelt sich um zumeist 15 Karten aus den zurückliegenden 150 bis 200 Jahren, darunter die Preußische Uraufnahme, Preußische Neuaufnahme und zum Teil auch Topographische Aufnahme der Rheinlande. Die Karten können nebeneinander und halbtransparent übereinander dargestellt werden.
Die Auflösung der Karten beträgt 400 dpi. Die Dateien liegen im Format „.HIL“ vor. Die Software entwickelte Hermann Josef Hill aus Koblenz.
Am 1. Januar 2009 wurde die Produktion, der Vertrieb und der Verkauf auf Erlass des Innenministeriums eingestellt.
Am 7. Juli 2009 wurde der Vertrieb und der Verkauf des Produkts unter dem Namen TK25History von der Firma Hill, Koblenz aufgenommen.